# Liste der Nummer-eins-Hits in Dänemark (1992)
Diese Liste enthält alle Nummer-eins-Hits in Dänemark im Jahr 1992. Es gab in diesem Jahr acht nachgewiesene Nummer-eins-Singles. Music & Media

## Singles
| | Liste der Nummer-eins-Hits in Dänemark | Liste der Nummer-eins-Hits in Dänemark | Liste der Nummer-eins-Hits in Dänemark                                                                             | 1993 → |
| \| Zeitraum \| Wo. ges. \| Interpret \| Titel Autor(en) \| Zusätzliche Informationen \| \| (Zeitraum, Wochen auf Platz eins, Interpret, Titel, Autor[en], zusätzliche Informationen) \| \| \| \| \| \| ----------------------------------------------------------------------------------------- \| -------- \| ----------------- \| ------------------------------------------------------------------------------------------------------------------ \| ---------------------------------------------------------------------------------------------------------------------- \| \| 30. November 1991 – 17. Januar 1992 7 Wochen \| 7 \| Michael Jackson \| Black or White Michael Joe Jackson, Bill Bottrell \| – \| \| 18. Januar 1992 – 28. Februar 1992 6 Wochen \| 6 \| Dr. Baker \| Turn Up the Music \| – \| \| 29. Februar 1992 – 13. März 1992 2 Wochen \| 2 \| The KLF \| Justified and Ancient Jimi Francis Cauty, William Ernest Drummond, Ricky Lyte \| – \| \| 14. März 1992 – 3. April 1992 3 Wochen \| 3 \| Kim Larsen \| Leningrad \| – \| \| 4. April 1992 – 17. April 1992 2 Wochen \| 2 \| The KLF \| America: What Time Is Love? William Ernest Drummond, Isaac Bello, Jimi Francis Cauty, \| – \| \| 18. April 1992 – 24. April 1992 1 Woche \| 1 \| Bruce Springsteen \| Human Touch Bruce Springsteen \| – \| \| 25. April 1992 – 19. Juni 1992 8 Wochen \| 8 \| Mr. Big \| To Be with You Dave Richard Grahame, Eric Lee Martin \| – \| \| 20. Juni 1992 – 3. Juli 1992 2 Wochen \| 2 \| Metallica \| Nothing Else Matters James Hetfield, Lars Ulrich \| – \| \| 4. Juli 1992 – 10. Juli 1992 1 Woche \| 1 \| George Michael \| Too Funky George Michael \| – \| \| 11. Juli 1992 – 9. Oktober 1992 13 Wochen \| 13 \| Erasure \| ABBA-esque (EP) Benny Andersson, Björn Ulvaeus \| Eine Extended Play mit den vier ABBA-Coverversionen Lay All Your Love on Me, SOS, Take a Chance on Me und Voulez-Vous. \| \| 10. Oktober 1992 – 9. Januar 1993 13 Wochen \| 13 \| Ace of Base \| All That She Wants Ulf Gunnar Ekberg, Malin Sofia Katarina Berggren, Jonas Petter Berggren, Jenny Cecilia Berggren \| – \| |                                        |                                        | | |
| |                                        |                                        | | → 1993 → |
| Zeitraum | Wo. ges.                               | Interpret                              | Titel Autor(en) | Zusätzliche Informationen                                                                                              |
| (Zeitraum, Wochen auf Platz eins, Interpret, Titel, Autor[en], zusätzliche Informationen) |                                        |                                        | | |
| 30. November 1991 – 17. Januar 1992 7 Wochen | 7                                      | Michael Jackson                        | Black or White Michael Joe Jackson, Bill Bottrell                                                                  | – |
| 18. Januar 1992 – 28. Februar 1992 6 Wochen | 6                                      | Dr. Baker                              | Turn Up the Music                                                                                                  | – |
| 29. Februar 1992 – 13. März 1992 2 Wochen | 2                                      | The KLF                                | Justified and Ancient Jimi Francis Cauty, William Ernest Drummond, Ricky Lyte                                      | – |
| 14. März 1992 – 3. April 1992 3 Wochen | 3                                      | Kim Larsen                             | Leningrad | – |
| 4. April 1992 – 17. April 1992 2 Wochen | 2                                      | The KLF                                | America: What Time Is Love? William Ernest Drummond, Isaac Bello, Jimi Francis Cauty,                              | – |
| 18. April 1992 – 24. April 1992 1 Woche | 1                                      | Bruce Springsteen                      | Human Touch Bruce Springsteen                                                                                      | – |
| 25. April 1992 – 19. Juni 1992 8 Wochen | 8                                      | Mr. Big                                | To Be with You Dave Richard Grahame, Eric Lee Martin                                                               | – |
| 20. Juni 1992 – 3. Juli 1992 2 Wochen | 2                                      | Metallica                              | Nothing Else Matters James Hetfield, Lars Ulrich                                                                   | – |
| 4. Juli 1992 – 10. Juli 1992 1 Woche | 1                                      | George Michael                         | Too Funky George Michael                                                                                           | – |
| 11. Juli 1992 – 9. Oktober 1992 13 Wochen | 13                                     | Erasure                                | ABBA-esque (EP) Benny Andersson, Björn Ulvaeus                                                                     | Eine Extended Play mit den vier ABBA-Coverversionen Lay All Your Love on Me, SOS, Take a Chance on Me und Voulez-Vous. |
| 10. Oktober 1992 – 9. Januar 1993 13 Wochen | 13                                     | Ace of Base                            | All That She Wants Ulf Gunnar Ekberg, Malin Sofia Katarina Berggren, Jonas Petter Berggren, Jenny Cecilia Berggren | – |